# Protonotari apostòlic

Escut genèric d'un protonotari apostòlic

Un protonotari apostòlic (llatí: protonotarius apostolicus) és el títol de l'Església catòlica lliurat al membre del més alt col·legi no episcopal de prelats a la Cúria Romana, o fora de Roma, a un prelat honorari a qui el Papa ha conferit aquest títol i els seus privilegis especials.

## Història
En el passat, hi havia a Roma set notaris regionals, els quals, amb el desenvolupament de l'administració papal i conjuntament amb el creixent increment de notaris, van romandre com els notaris suprems del palau de la cancelleria papal (notarii apostolici o protonotarii). A l'edat mitjana, els Protonotaris eren alts oficials papals, i eren ascendits d'aquest càrrec directament cap al Col·legi cardenalici. Originalment eren set els membres, no obstant això, el papa Sixt V (1585-1590) va augmentar el nombre a dotze. La seva importància gradualment va disminuir, i durant la Revolució francesa aquest organisme gairebé desapareix per complet. El 8 de febrer de 1838, el papa Gregori XVI va restablir el col·legi real de Protonotaris amb set membres anomenats (llatí: protonotarii de numero partecipantium) o Protonotarios numeraris, a causa que compartien els ingressos, com els oficials de la Cancelleria.
A partir del segle XVI els papes designaven els protonotari honoraris, els qui gaudien dels mateixos privilegis dels set membres reals del col·legi, i els Protonotarios titulars, els que mantenien un càrrec corresponent en l'administració de l'ordinariat episcopal o en el capítol del col·legiat. Amb el Motu proprio (Inter multíplices) del 21 de febrer de 1905, el papa Pius X, va definir el càrrec de Protonotaris: privilegis, vestimenta, i insígnia als membres de quatre classes:
- Els protonotarii apostolici de numero participantium (Protonotaris numeraris): van ser els membres 'dins dels numeraris' del col·legi de prelats, els que van exercir el seu càrrec en connexió amb els actes de consistoris i canonitzacions, conservant un representant en la  Congregació de Propaganda, i d'acord amb la reorganització de la cúria per la constitució "Sapienti consilio" del 29 juny de 1908, signaven les butlles papals en comptes dels Abreviadors. Aquests gaudien de l'ús de pontificals i nombrosos privilegis, i a més, després d'examinar els candidats, nomenaven un nombre fix de doctors de teologia i dret canònic.

- Els protonotarii apostolici supranumerarii (protonotari apostòlic supernumerari): que va ser definida com una dignitat que només era concedida als canonges patriarcals de les quatre basíliques majors de Roma (Basílica de Sant Pere del Vaticà, Basílica de Sant Pau Extramurs, Basílica de Santa Maria la Major i la Sant Joan del Laterà) i a membres d'altres capítols de catedrals fora de Roma, a qui s'havia lliurat aquest privilegi.

- Els protonotarii apostolici ad instar (participantium): qui eren triats pel papa i posseïen la mateixa insígnia externa dels Protonotaris reals.

- Els protonotarii titulars su honorarii: qui es trobaven fora de Roma i que rebien aquesta dignitat dels Nuncis Apostòlics o com un privilegi especial.

## Pràctica present

Hàbit coral dels Protonotaris apostòlics numeraris

Hàbit coral dels Protonotaris apostòlics supernumeraris

Des del 1969 (seguint l'emissió dels dos motu proprios de Pau VI, Pontificalis Domus del 28 març, de 1968 i Pontificalia Insignia del 21 de juny de 1968) aquestes classes de Protonotaris van ser reduïdes a dues:
- Protonotaris apostòlics numeraris: qui continuen treballant per al Col·legi de Protonotaris i encara exerceixen certes labors relatives als documents papals; poden ser cridats formalment com «Molt il·lustre reverend senyor o Monsenyor (en italià: Reverendissimo Signor monsignore),» i poden usar un mantellet, la sotana porpra i el roquet per a serveis litúrgics, la sotana negra amb punyetes vermelles i faixa porpra en altres ocasions i poden afegir un ferraiolo porpra i una birreta, amb borla vermella, per a les cerimònies de naturalesa no litúrgica (per exemple una graduació).

- Protonotaris apostòlics supernumeraris: És un títol conferit als sacerdots pel Papa; però, és purament honorari i no suposa cap deure amb la Cúria. Generalment, és el tipus de protonotari que es troba fora de Roma, i és considerat el més alt grau de Monsenyor, i el qual es troba en la majoria de diòcesis. Els sacerdots que han estat honrats amb aquest títol han de ser cridats com "Reverend Monsenyor" o amb l'acrònim P.A. després dels seus noms, i poden usar sotana porpra (amb sobrepellís) per a serveis litúrgics, i la sotana negra amb mànigues vermelles i faixa porpra en altres ocasions, afegint si desitgen el ferraiolo porpra per a ocasions formals i no litúrgiques, però sense cap dels ornaments abans esmentats.

Abans del 1969, tots els Protonotaris tenien permès un ús limitat de pontificals (la insígnia o regalia dels Bisbes, composta per la mitra, guants pontificals, creu pectoral, i calçat litúrgic). No obstant això aquest privilegi ha estat suprimit.